# Vườn Ba Tư
Vườn Ba Tư (tiếng Ba Tư باغ ایرانی) hay còn gọi là Vườn Iran là truyền thống và phong cách thiết kế sân vườn đã ảnh hưởng đến thiết kế của khu vườn từ Andalusia đến Ấn Độ và xa hơn nữa. Các khu vườn của Alhambra cho thấy ảnh hưởng của triết học và phong cách Vườn Ba Tư trong việc xây dựng cung điện của người Moor dưới thời đại Al-Andalus ở Tây Ban Nha. Lăng mộ Taj Mahal và Humayun là hai trong số những Vườn Ba Tư lớn nhất thế giới, được xây dựng dưới thời đại của Đế quốc Mogul ở Ấn Độ.

## Tên
Từ thời của Đế quốc Achaemenes, ý tưởng về thiên đường trên Trái Đất được mô tả rộng rãi qua Văn học Ba Tư và ví dụ của nhiều nền văn hóa khác, từ những khu vườn của Hy Lạp, Seleukos cho đến Ptolemies ở Alexandria. Trong Tiếng Avesta pairidaēza-, Ba Tư cổ paridaida- và Media paridaida- đều có nghĩa là Vườn có tường xung quanh được mượn từ Tiếng Akkad thuộc Ngữ tộc Semit pardesu có nghĩa là nơi râm mát hay nơi có thời tiết mát mẻ. Biến thể của nó trong Tiếng Hy Lạp cổ đại là παράδεισος có nghĩa là parádeisos, sau đó là Tiếng Latinh paradīsus và sau đó có trong ngôn ngữ châu Âu, ví dụ như trong tiếng Pháp paradis, tiếng Đức là Paradies và tiếng Anh là paradise (có nghĩa là thiên đường). Nó cũng được thêm vào Tiếng Hebrew (pardes) và tiếng Ả Rập (firdaws).
Khi từ này được thể hiện thì sẽ đi kèm với những khu vườn. Và mục đích của những khu vườn là cung cấp nơi thư giãn được bảo vệ theo nhiều cách từ yếu tố tâm linh cho đến nơi đem đến sự tao nhã, về cơ bản là một Thiên đường trên Trái Đất. Trong tiếng Proto-Irania mô tả không gian kín là pari-daiza- (Avesta là pairi-daēza-), một thuật ngữ được Kitô giáo chấp nhận khi mô tả về Vườn Eden hay Thiên đường dưới Trái Đất.

## Lịch sử
Vườn Ba Tư có thể bắt nguồn ngay từ 4000 năm TCN. Niên đại của gốm trang trí tại các khu vườn Ba Tư đã thể hiện điều đó. Các phác thảo của khu vườn Ba Tư Pasargadae cho thấy công trình được xây dựng khoảng năm 500 TCN.
Trong suốt Triều đại của Sassanid và dưới ảnh hưởng của Zoroastrianism, nước trong nghệ thuật ngày càng trở nên quan trọng. Xu hướng này thể hiện trong chính các thiết kế sân vườn, với sự nhấn mạnh nhiều hơn vào đài phun nước và ao trong vườn.
Đối với những người Ả Rập, khía cạnh thẩm mỹ của khu vườn càng quan trọng. Trong thời gian này, các quy tắc thẩm mỹ chi phối vẻ đẹp của các khu vườn. Một ví dụ của việc này là phong cách bố trí vườn Ba Tư (چهارباغ) để tạo ra vẻ đẹp như Vườn Eden, với bốn con sông và trục tọa đại diện cho thế giới. Thiết kế này có thể kéo trục dài hơn, và có thể có các kênh nước chảy qua mỗi khu vườn và kết nối với một hồ bơi trung tâm.
Cuộc xâm lược Ba Tư của Mông Cổ trong thế kỷ 13 dẫn đến một sự nhấn mạnh mới về trang trí tỉ mỉ các cấu trúc trong vườn. Ví dụ này bao gồm trồng hoa mẫu đơn và hoa cúc. Người Mông Cổ sau đó đưa truyền thống vườn Ba Tư đến các khu vực khác thuộc đế chế của họ (đặc biệt là Ấn Độ).
Hoàng đế của Đế quốc Mogul là Babur đã "đưa" vườn Ba Tư đến Ấn Độ. Khu vườn Ram Bagh ở Agra là khu vườn đầu tiên trong số các khu vườn Ba Tư ông đã tạo ra. Sau đó, Taj Mahal là hiện thân của khái niệm và ý tưởng tao ra các khu vườn thiên đường.
Các Triều đại Safavid (XVII đến thế kỷ XVIII) xây dựng và phát triển bố trí lớn và sử thi coi là vượt ra khỏi một kiến trúc xây dựng đơn giản thành một lâu đài, trở thành một phần thẩm mỹ và chức năng không thể thiếu của nó. Trong những thế kỷ sau đó, phong cách châu Âu với các thiết kế sân vườn đã bắt đầu ảnh hưởng đến Ba Tư, đặc biệt là thiết kế ở Pháp, Nga và Anh. Phương Tây ảnh hưởng dẫn đến những thay đổi trong việc sử dụng nước và các loài thực vật được trồng.
Hình thức và phong cách truyền thống vẫn được áp dụng trong khu vườn Iran hiện đại. Ngay cả các di tích lịch sử, bảo tàng và những ngôi nhà của những người giàu đều thấy được điều này.

## Di sản thế giới
Di sản thế giới Vườn Ba Tư bao gồm 9 khu vườn tại Iran, đó là:
- Bagh-e Abas Abad, Behshahr (Mazandaran);
- Bagh-e Akbariyeh, Birjand (Nam Khorasan);
- Bagh-e Shazdeh, Mahan (Kerman);
- Bagh-e Pahlavanpur, Mehriz (Yazd);
- Bagh-e Dolat Abad, Yazd (Yazd);
- Bagh-e Pasargadae ở Pasargadae, Shiraz (Fars);
- Bagh-e Eram ở Shiraz (Fars);
- Bagh-e Chehel Sotun ở Isfahan (Isfahan);
- Bagh-e Fin ở Kashan (Isfahan).

Một số vườn Ba Tư khác trên thế giới là các địa danh vô cùng nổi tiếng, nhiều trong số chúng cũng là Di sản thế giới được UNESCO công nhận có thể kể đến:
- Taj Mahal, Agra, Ấn Độ
- Lăng mộ Humayun, New Delhi, Ấn Độ
- Vườn Shalimar, Lahore, Pakistan.
- Generalife, Granada, Tây Ban Nha
- Vườn Babur, Kabul, Afghanistan

Các khu vườn trên là tiêu biểu cho lối kiến trúc và sự đa dạng của vườn Ba Tư phù hợp với khí hậu khác nhau ở các vùng nhưng vẫn giữ được nguyên tắc của nó. Chúng được xây dựng trong các thời gian khác nhau trong khoảng thời gian thế kỷ thứ 6 TCN. Các khu vườn Ba Tư đảm bảo đầy đủ 4 yếu tố là: không khí, đất, nước và thực vật (cây cối). Các công trình của vườn Ba Tư bao gồm tòa nhà, các bức tường, các khu vườn, đài phun nước, hệ thống tưới tiêu phức tạp và hệ thực vật cây trồng phong phú.